# Ribagorza
La Ribagorza (nome originale in castigliano e aragonese; in catalano: Ribagorça) è una delle 33 comarche dell'Aragona, con una popolazione di 12 811 abitanti; suo capoluogo è Graus.
Amministrativamente fa parte della provincia di Huesca, che comprende 10 comarche.
Alcuni comuni situati nelle zone più orientali della comarca fanno parte della Frangia d'Aragona, e hanno il catalano come lingua d'uso.